# Badalone
Badalone (en espagnol et en catalan : Badalona) est une commune espagnole, située dans la province de Barcelone, en Catalogne, région dont elle est la quatrième ville la plus peuplée. Elle appartient à la comarque du Barcelonès.

## Géographie

### Localisation
Commune de l'aire métropolitaine de Barcelone, la ville de Badalone est composée de 35 quartiers. Le plus vaste est le numéro huit « Canyet ». L'altitude maximum de la ville est de 485 mètres.

### Communes limitrophes
| Montcada i Reixac        | Sant Fost de Campsentelles | Tiana            |
| Santa Coloma de Gramenet | Badalone                   | Montgat          |
|                          | Sant Adrià de Besòs        | Mer Méditerranée |

## Politique et administration
- Le conseil municipal de la mairie de Badalone se compose de 27 élus.

### Maires
| Mandat    | Maire | Maire                                    | Parti | Majorité |
| --------- | ----- | ---------------------------------------- | ----- | -------- |
| 1979-1983 |       | Màrius Díaz (ca)                         | PSUC  | 12 / 27  |
| 1983-1987 |       | Joan Blanch (ca)                         | PSC   | 12 / 27  |
| 1987-1991 |       | Joan Blanch (ca)                         | PSC   | 14 / 27  |
| 1991-1995 |       | Joan Blanch (ca)                         | PSC   | 14 / 27  |
| 1995-1999 |       | Joan Blanch (ca)                         | PSC   | 9 / 27   |
| 1999-2003 |       | Maite Arqué (ca)                         | PSC   | 13 / 27  |
| 2003-2007 |       | Maite Arqué (ca)                         | PSC   | 12 / 27  |
| 2007-2011 |       | Maite Arqué (ca) Jordi Serra (ca) (2008) | PSC   | 9 / 27   |
| 2011-2015 |       | Xavier García Albiol                     | PPC   | 11 / 27  |
| 2015-2019 |       | Dolors Sabater (ca)                      | GBeC  | 5 / 27   |
| 2015-2019 |       | Àlex Pastor (ca) (2018)                  | PSC   | 4 / 27   |
| 2019-2023 |       | Àlex Pastor (ca)                         | PSC   | 6 / 27   |
| 2019-2023 |       | Xavier García Albiol (2020)              | PPC   | 11 / 27  |
| 2019-2023 |       | Rubén Guijarro (2021)                    | PSC   | 6 / 27   |
| 2023-2027 |       | Xavier García Albiol                     | PPC   | 18 / 27  |

## Population et société

### Démographie
Lors du recensement de 2011, la ville compte 219 241 habitants.

### Manifestations culturelles et festivités
- Le FILMETS Badalona Film Festival, festival du cinéma[2].

### Santé
- Institut Guttmann

### Sports

#### Équipements

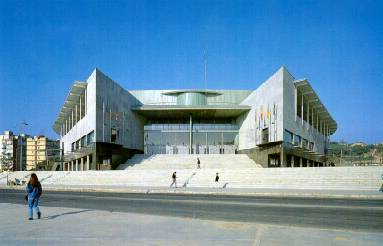
Le pavillon olympique de Badalone, haut lieu des Jeux olympiques d'été de 1992.

- Pavillon olympique de Badalone

#### Clubs sportifs
- Club de Fútbol Badalona
- Club Joventut de Badalona
- Dracs de Badalona

## Économie

### Industrie

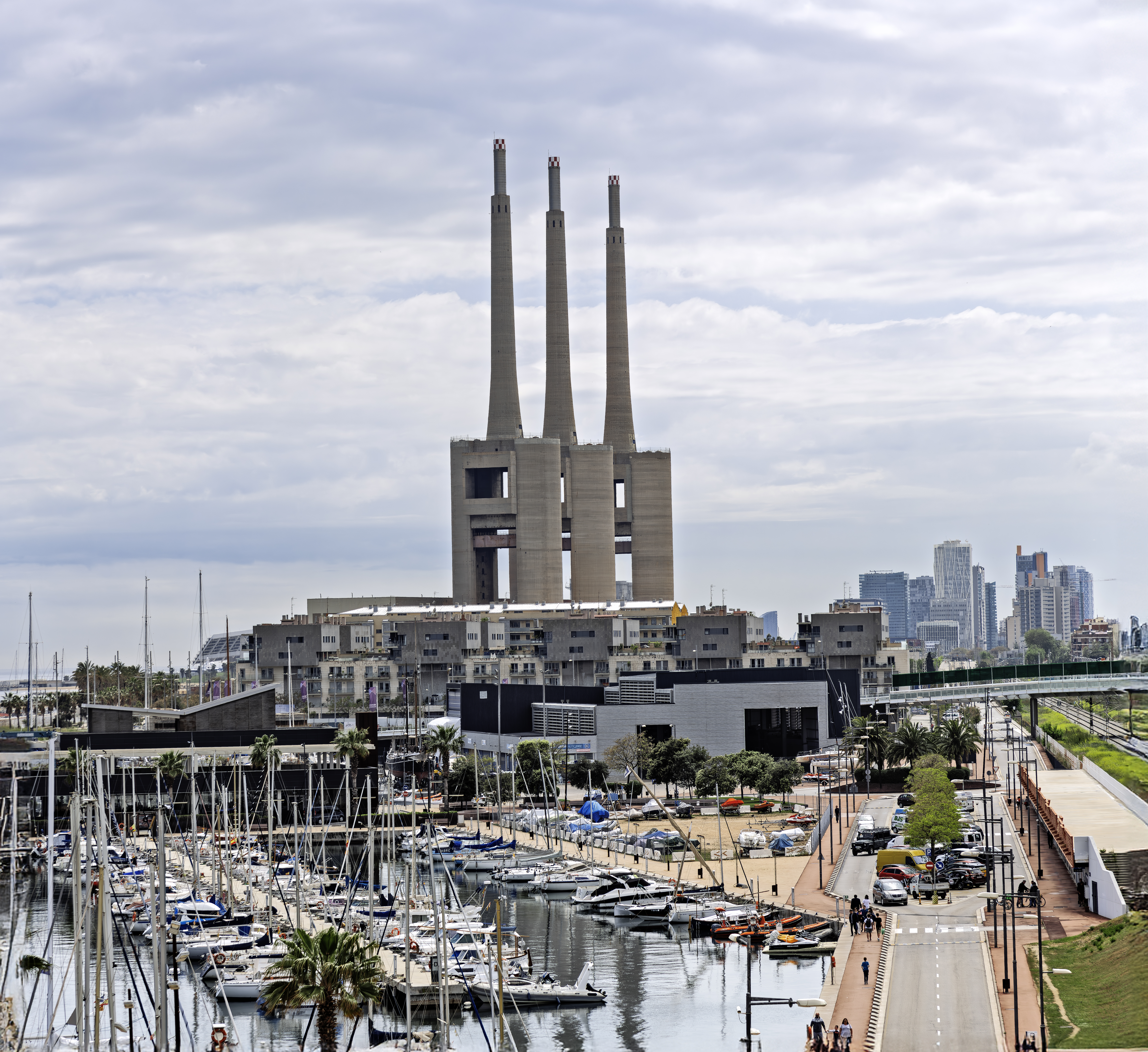
Centrale thermique de Badalone (Les Trois cheminées).

Badalone est une ville très industrielle, comme en témoignent les trois gigantesques cheminées de la Fecsa-Endesa (Les tres xemeneies), l'un des symboles de la ville.
Ces cheminées mesurent chacune 200 m de hauteur. Elles font partie de la centrale thermique de Badalone et sont aujourd'hui une icône mondiale de l'architecture brutaliste.
Badalone se tourne de plus en plus vers le tourisme et l'économie repose désormais sur les services, bien qu'elle compte plusieurs zones industrielles et centres d'affaires.

### Commerces
Badalone compte des centres commerciaux comme Màgic Badalona (karting, cinémas, magasins, gym, restaurants) et Montigalà, le plus grand de Catalogne, qui dispose de magasins IKEA, Decathlon, Leroy Merlin, PC City, Toys “R” Us, Conforama, Carrefour, etc.

## Culture locale et patrimoine

### Lieux et monuments

#### Site archéologique
- Village ibérique de Turó d'en Boscà

#### Musées
- Le Musée de Badalone :  ruines romaines, thermes, maisons romaines, Vénus de Badalone.

Monuments religieux
Il y a beaucoup d'églises à Badalone, les deux plus grandes sont :
- L'église Sant Josep, située dans le centre de la ville vers le carrer Enric Borras, et plus exactement aux numéros 20 et 24 du Passatge Ventos Mir. L'église mesure environ 65 mètres de hauteur. Elle est construite en 1860. C'est la plus grande église de la ville. Elle peut contenir environ 1 000 personnes assises.

- L'église Santa Maria, située dans le quartier Dalt la Vila, sur une colline. L'église mesure environ 45 mètres de hauteur. Elle est construite au XVIIIe siècle.

Le Monastère de Sant Geroni de la Murtra, lieu de villégiature des Rois catholiques et point de réunion avec Christophe Colomb pour donner le départ à son voyage vers la découverte de l'Amérique.

### Galerie de lieux touristiques, d'oeuvres et du patrimoine badalonais

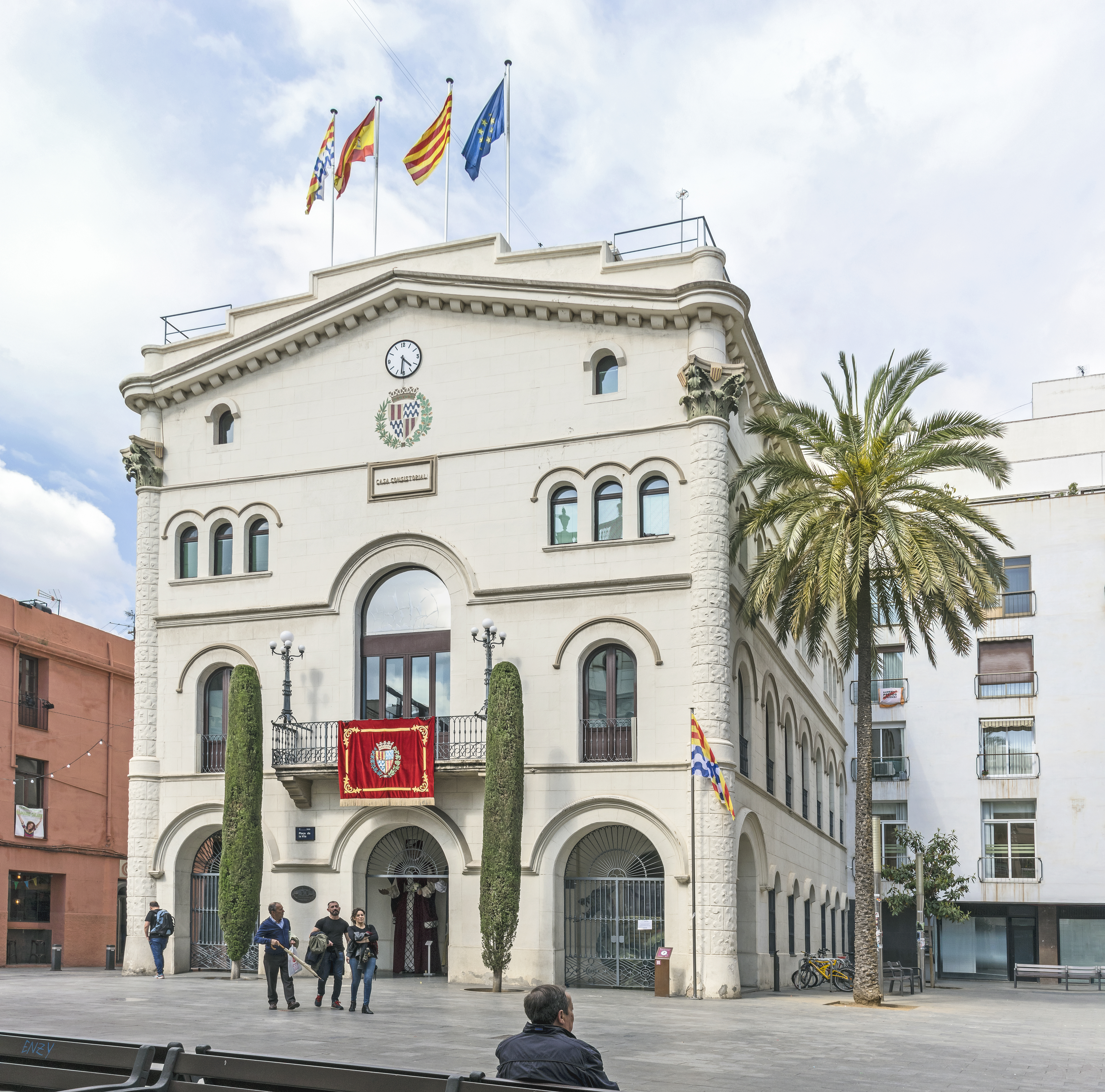
Casa Consistorial par Francisco de Paula del Villar y Lozano.
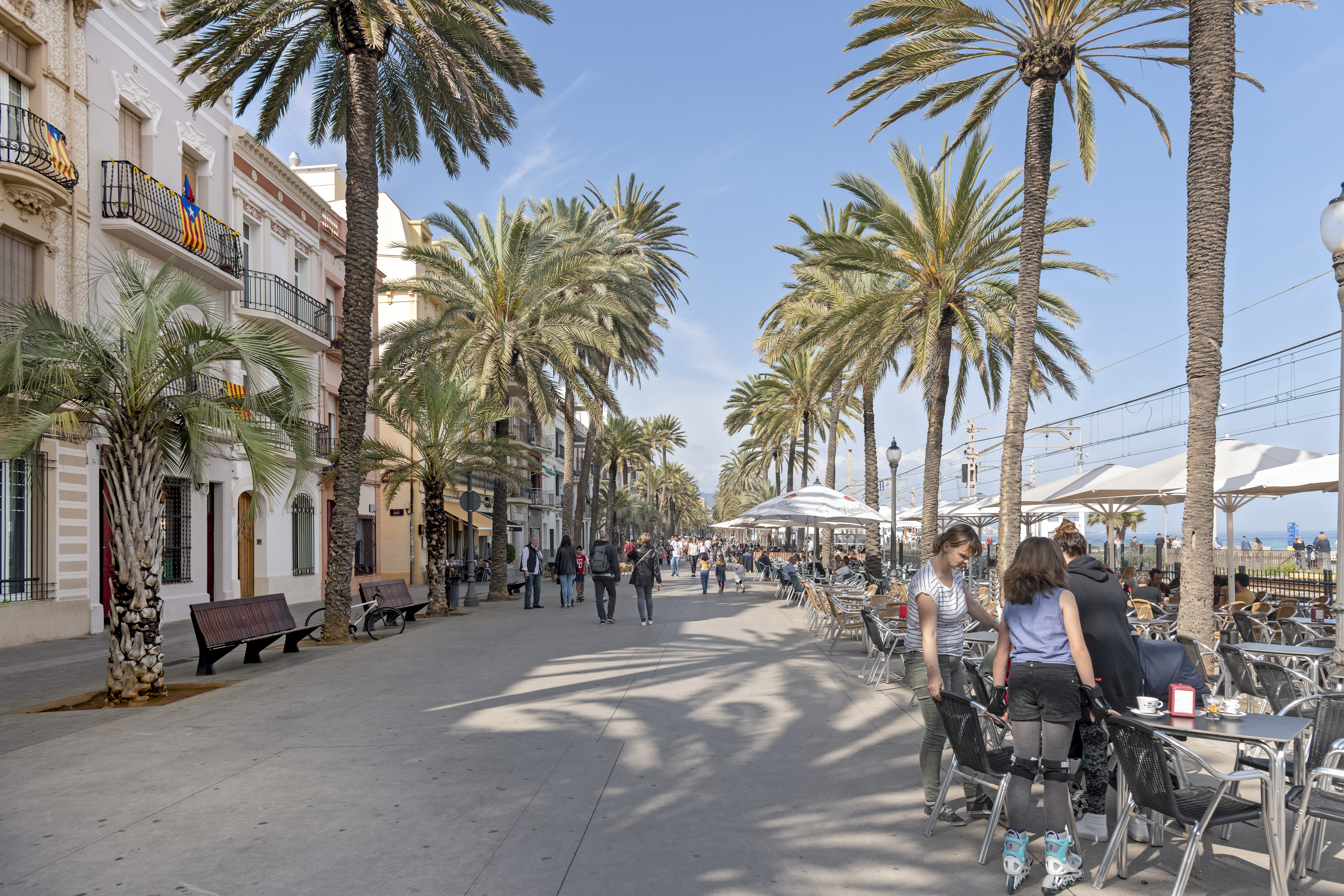
La Rambla de Badalone.
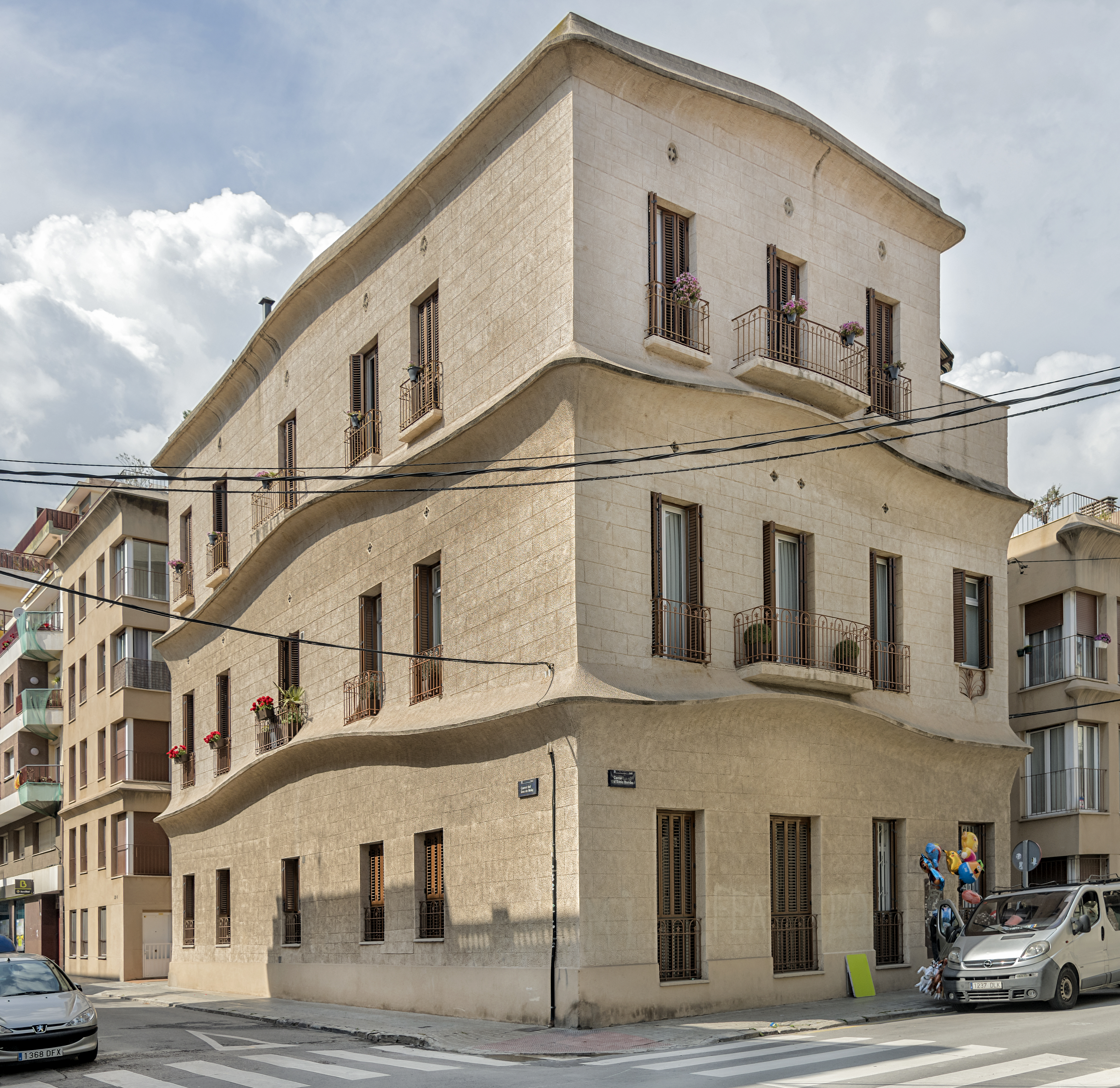
Casa Rafael Gafarel·lo par Joan Amigó i Barriga.
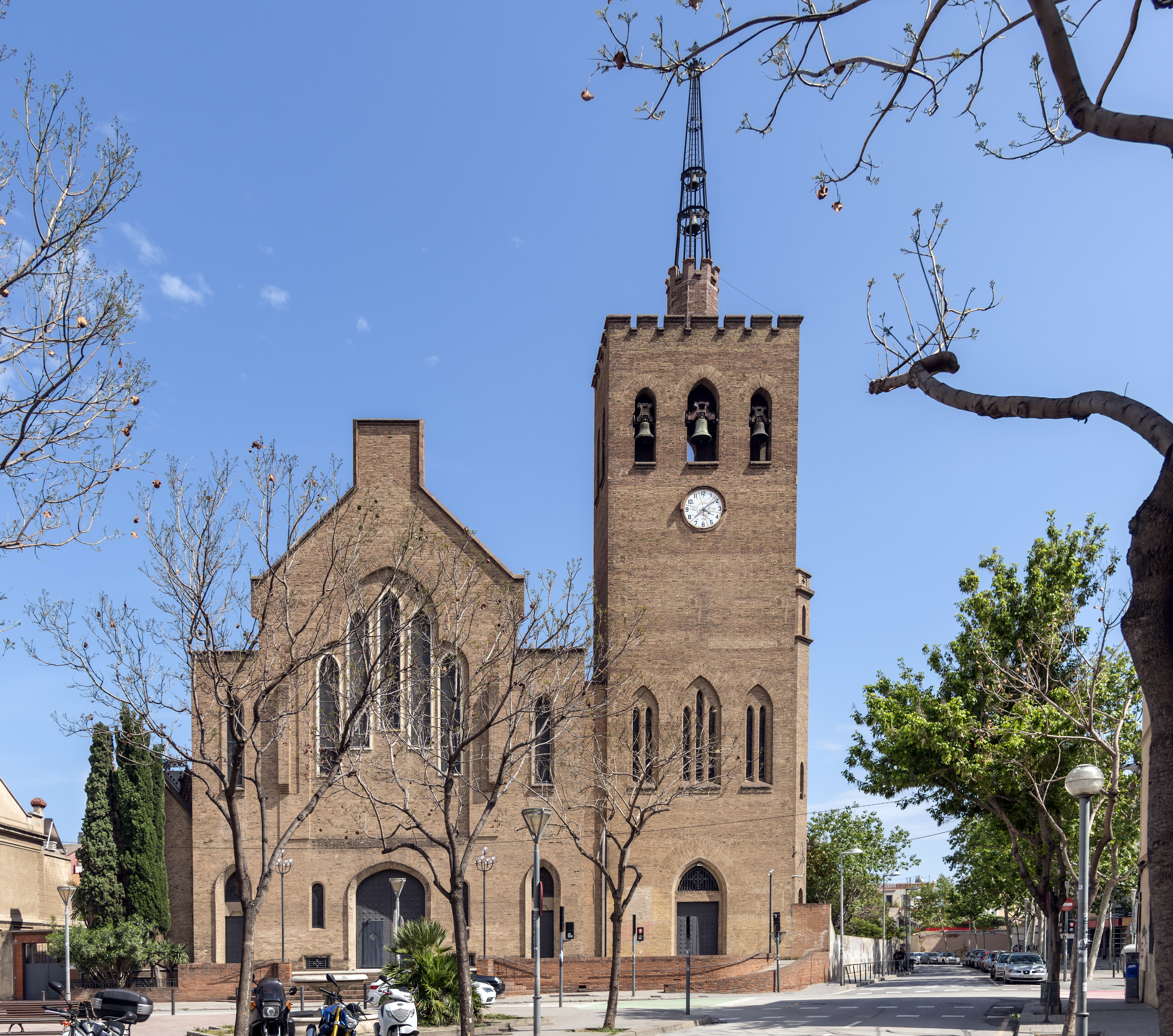
Eglise Sant Josep par Joan Amigó i Barriga.
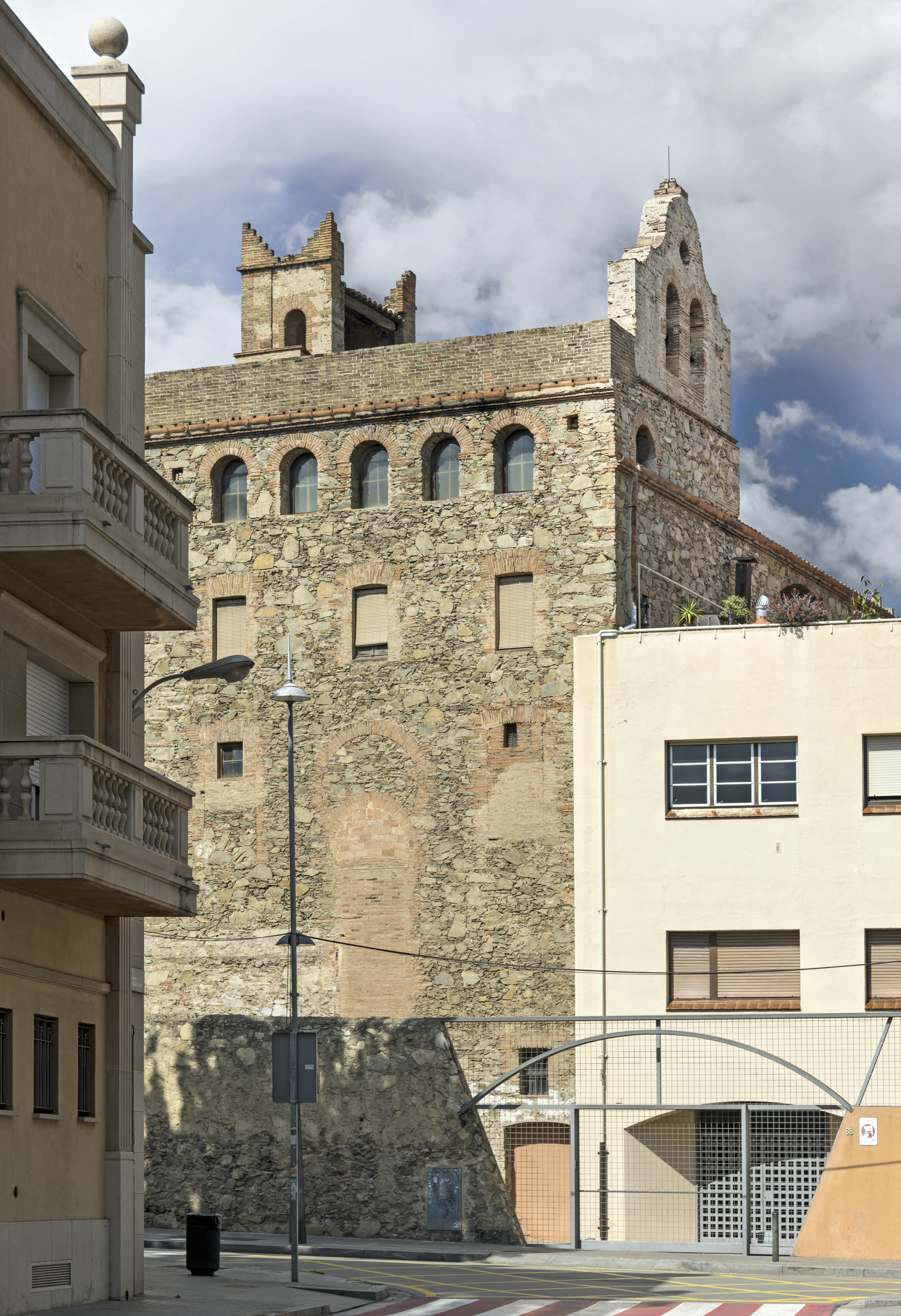
Couvent de la Divina Providència.
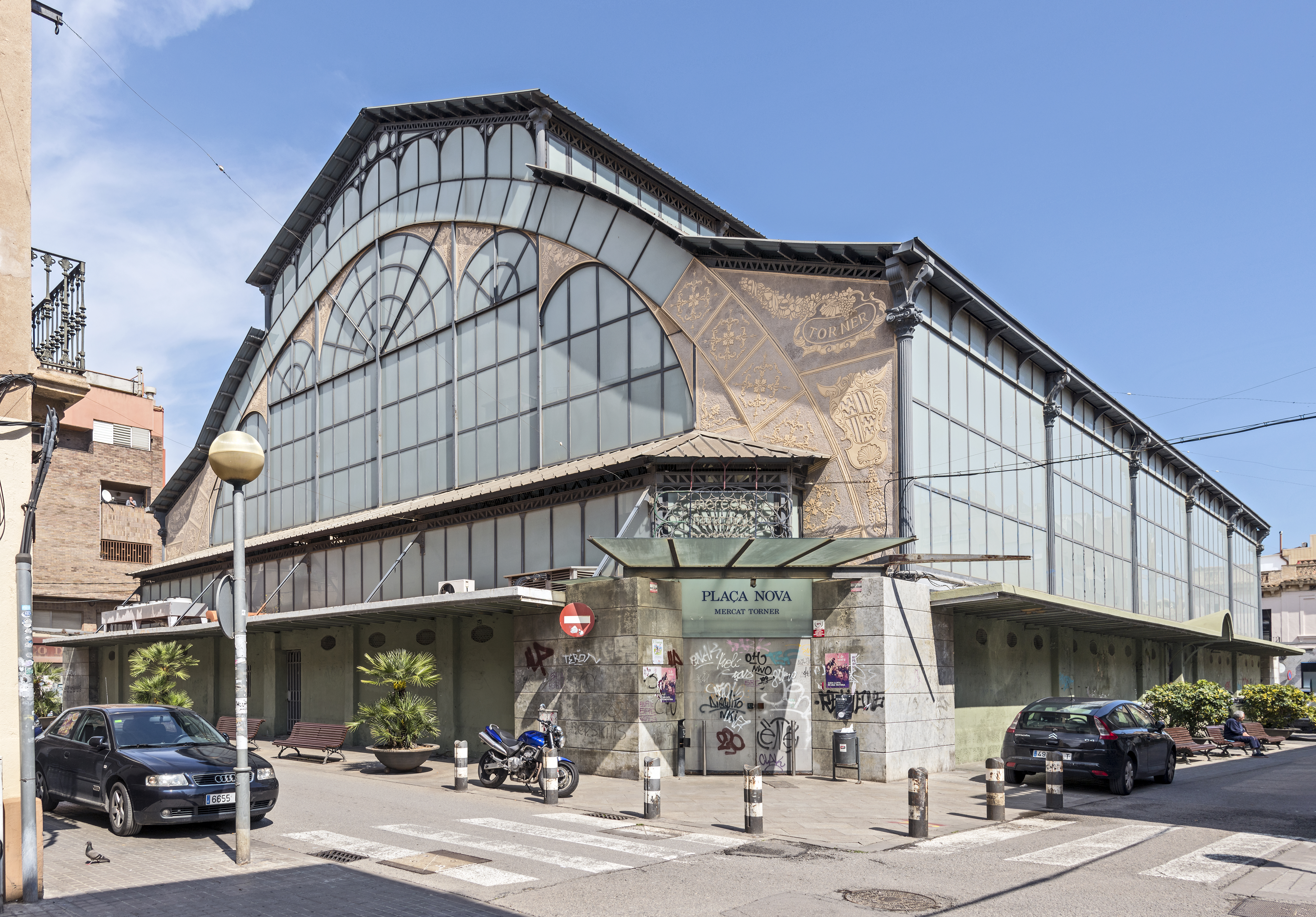
Le Mercat Torner par Josep Fradera i Botey.
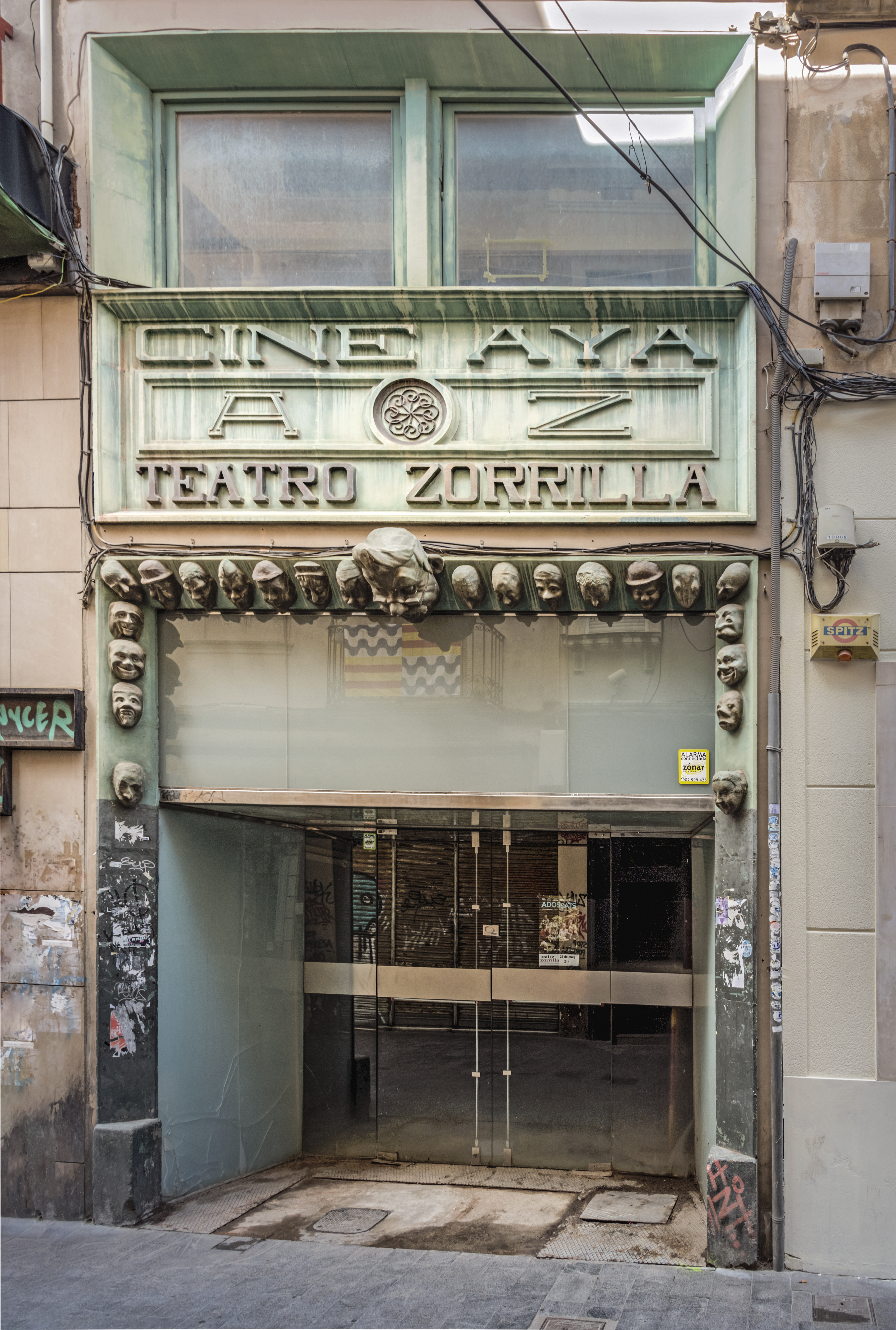
Ancienne entrée du Teatre Zorrilla.
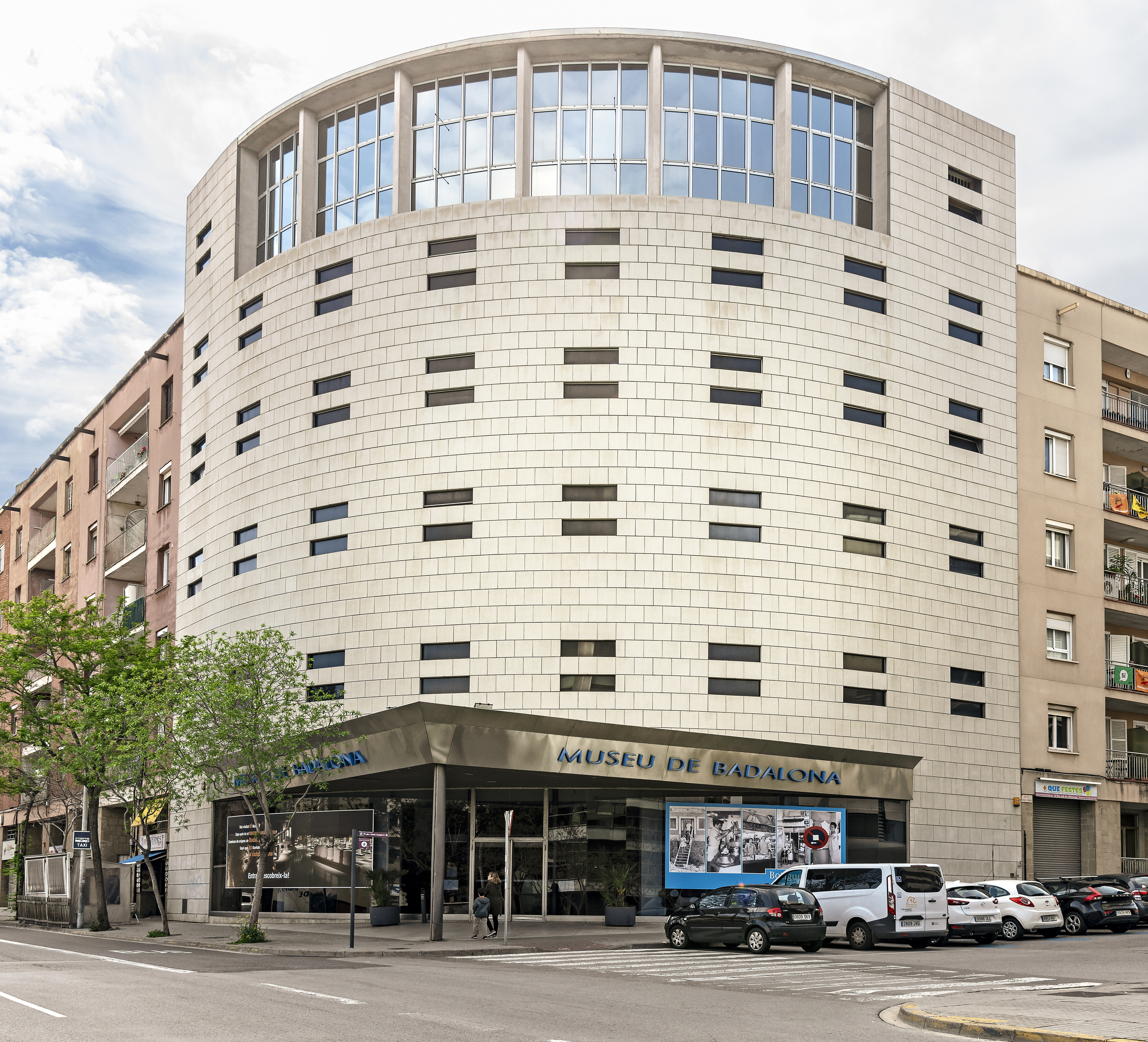
Le Musée de Badalone.
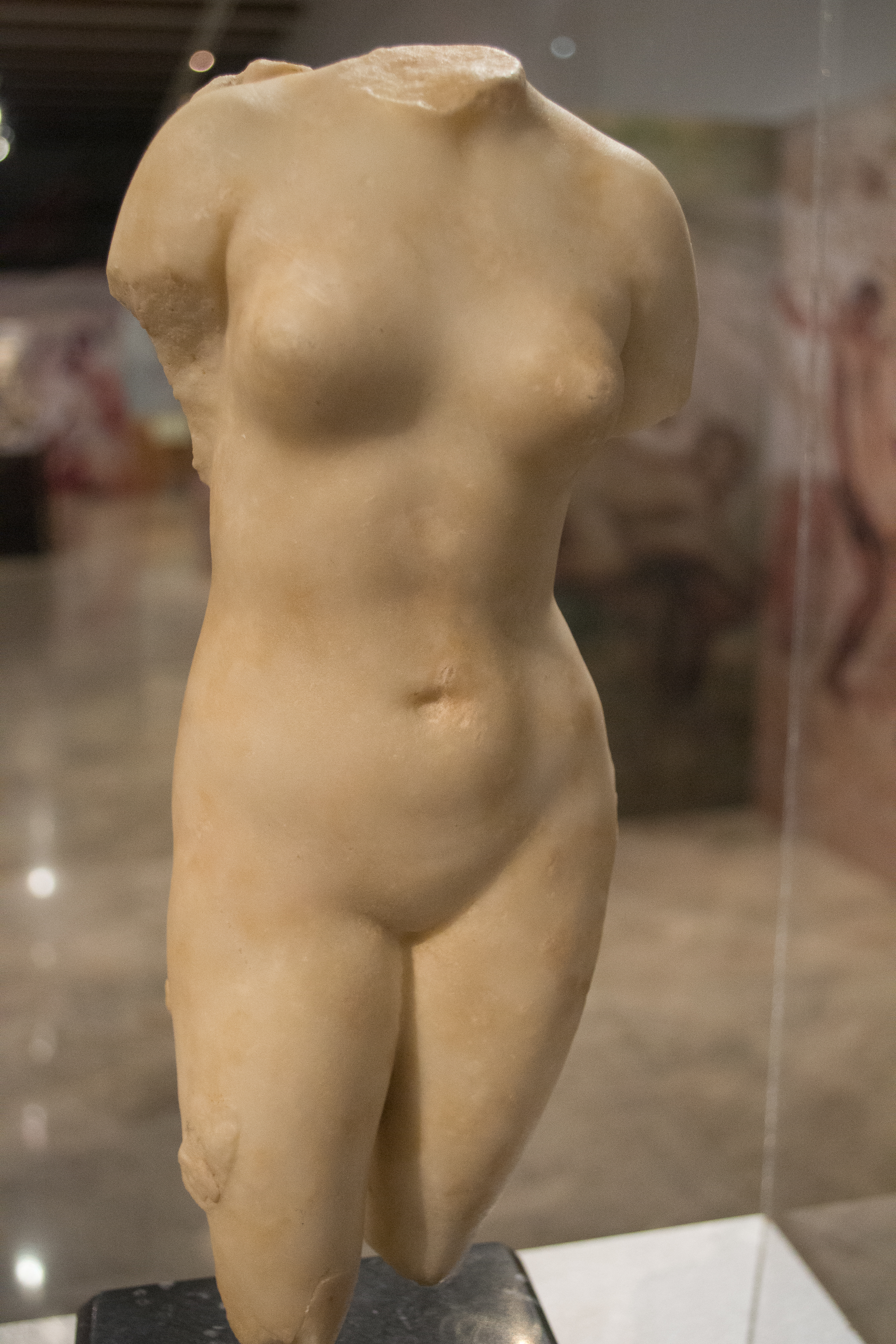
La Vénus de Badalone.
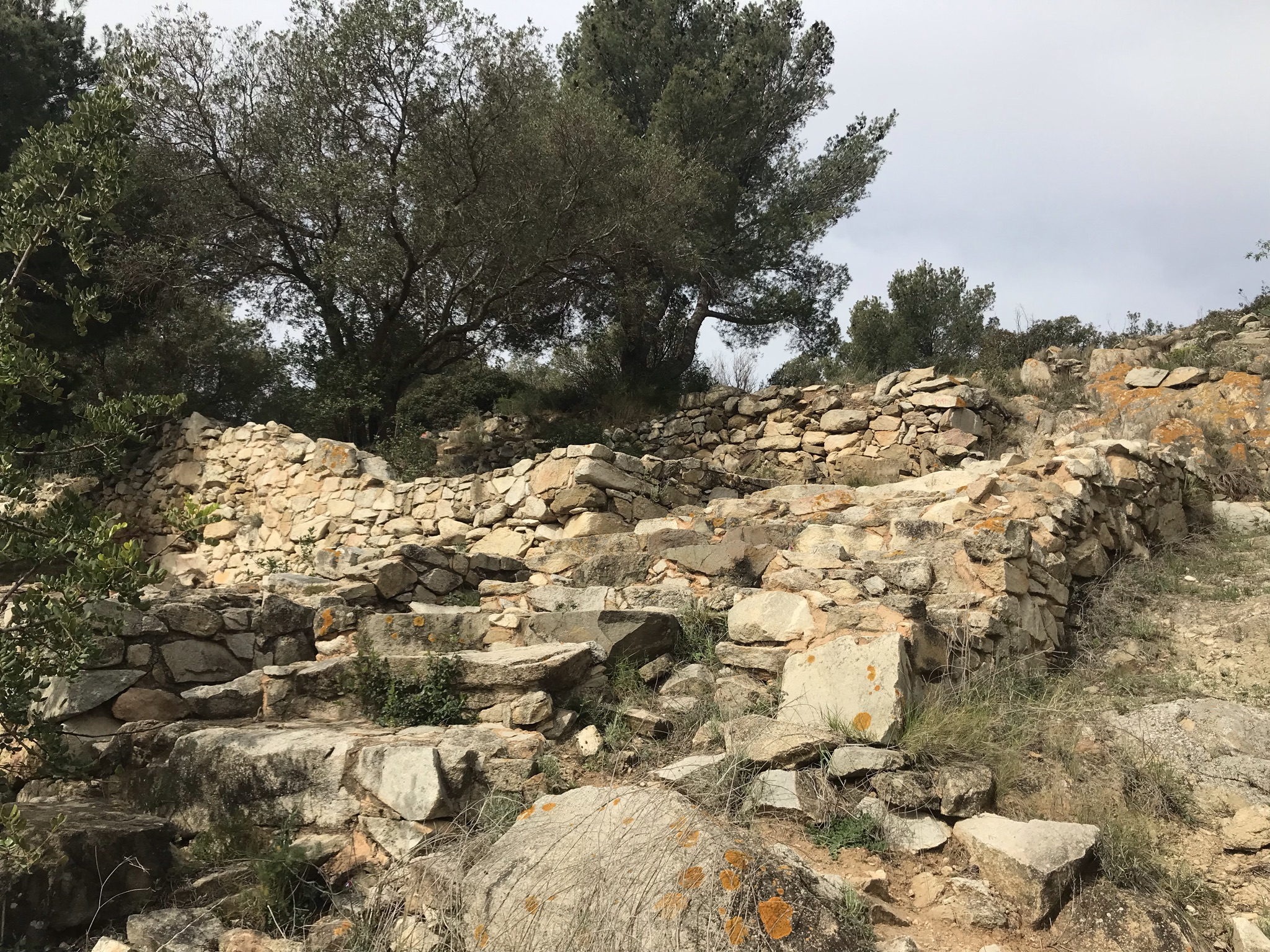
Le Village ibérique de Turó d'en Boscà.
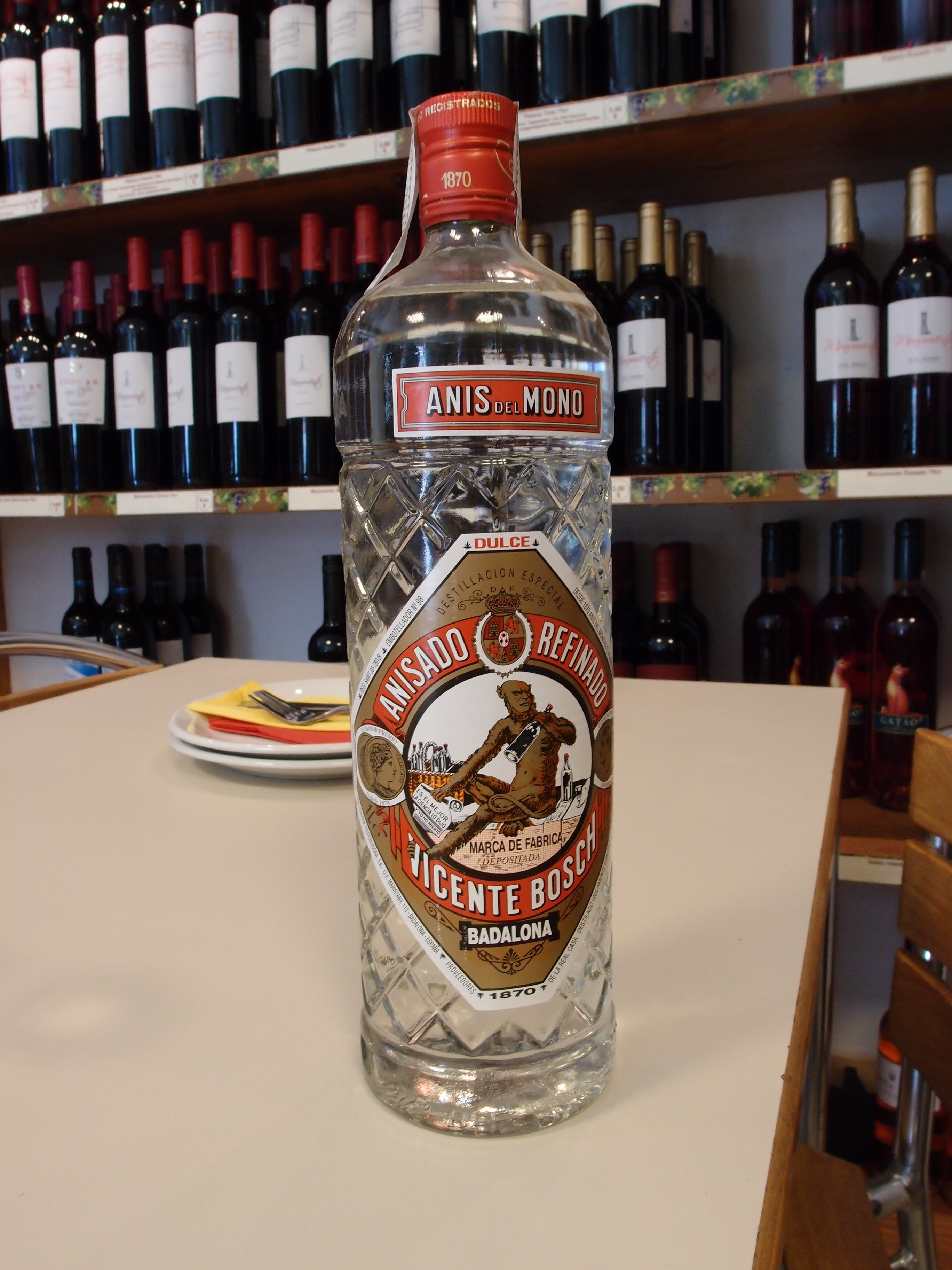
Le célèbre Anís del Mono, créé à Badalone.

### Cinéma
- Le FILMETS Badalona Film Festival, festival cinématographique international[5].

### Plages
- Le port de Badalone a été inauguré en 2005. Il se situe à deux kilomètres de la Centrale thermique de Badalone-Sant Adrià.
- Avec ses 6 km de côte, la plage de Badalone est l'une des plus longues de Catalogne.
- La promenade maritime de Badalone (El passeig marítim) a été prolongée sur un kilomètre.

### Patrimoine industriel
- Centrale thermique de Badalone-Sant Adrià
- Anís del Mono

### Patrimoine sportif
- Pavillon olympique de Badalone, célèbre pour avoir accueilli les exploits de la Dream Team américaine aux Jeux olympiques d'été de 1992[6], aujourd'hui résidence du club de basket-ball de la Joventut Badalona.

### Personnalités liées à la commune
- Evarist Arnus (1820-1990) : financier, fondateur de la Banca Arnus ;
- Pompeu Fabra (1868-1948) : chimiste et philologue ;
- Joan Amigó i Barriga (1875–1958), architecte ;
- Eveli Torent (1876-1940), peintre moderniste né dans cette ville ;
- Carme Claramunt (1897-1939), femme politique, emprisonnée à la prison de Les Corts puis fusillée par les nationalistes au Camp de la Bota[7] ;
- Joaquim Massot, Estruch, Boada, Cuixart, Lloret y Corominas, fondateurs du Club Joventut Badalona ;
- Elisa Reverter i López (1917-2009), artiste et femme politique ;
- Jordi Dauder (1938-2011) : acteur ;
- Joan Soler i Amigó (1941-) : pédagogue et écrivain spécialiste des cultures populaires ;
- Pepita Padrós i Martí (1952), archéologue ;
- Pere Alberch (1954-) : biologiste ;
- Esmeralda Berbel (1961-), écrivaine et poétesse;
- Jordi Villacampa (1963-) : basketteur ;
- Enric Palomar (1964-) : compositeur né à Badalone ;
- Josep Lluís Trapero Álvarez (1965-) : policier né à Badalone ;
- Marta Reina Izquiano (1970-), policière née à Badalone, première personne transgenre de la police catalane ;
- Javier García Vico (1974-) : pilote de motocross ;
- Luis Javier Garcia Sanz (1978-) : footballeur ;
- Juan Magán (1978-) : chanteur et DJ ;
- Marta Fernández (1981-) : basketteuse ;
- Rudy Fernández (1985-) : basketteur (dont NBA) ;
- Pau Ribas (1987-) : basketteur ;
- Maria Arnal (1987-), artiste;
- Mireia Belmonte (1990-) : nageuse ;
- Jordi López (1998-) : cycliste ;
- Álex Valle (2004-) : footballeur né à Badalone.